# 日本知的障害者福祉協会
公益財団法人日本知的障害者福祉協会（にほんちてきしょうがいしゃふくしきょうかい）は、東京都港区浜松町に本部を置く日本の知的障害者福祉施設の連合団体で、2012年現在、約5,000施設が加盟している。過去の名称から今でも「愛護協会」と呼ばれることが多い。元厚生労働省所管。知的障害者福祉の啓蒙、普及促進、調査、研究、加盟施設への経営指導、福祉従事者の養成、功労者の表彰等の事業をおこなっている。

## 沿革
1934年10月22日に「日本の知的障害者教育・福祉の父」と呼ばれる社会事業家石井亮一が創設。当時は、日本精神薄弱児愛護協会と称した。石井は、日本最初の知的障害者教育・福祉施設として知られる滝乃川学園の創立者であり、本協会の創立総会も同学園本館（現・石井亮一・筆子記念館）にて挙行された。石井は、知的障害児者福祉事業が全国に普及することを悲願とし、晩年に協会創設に尽力。石井が初代会長に選出され、就任した。
戦時下では、国粋主義者などから、協会名称の一部を取り上げられ、「日本精神薄弱とはなんたることだ」と言いがかりをつけられ、迫害を受けた。
戦後、1967年8月8日、財団法人としての認可を受け、1999年「精神薄弱の用語の整理のための関係法律の一部を改正する法律」の公布に伴い、現名称に改称した。本協会が発行する機関紙「愛護ニュース」に旧名称の名残がある。他にも月刊誌「さぽーと」を発行している。
現在でも毎年100近くの施設が新規加盟している。2013年4月1日に公益財団法人へ移行した。

## 本部所在地
東京都港区浜松町2-7-19　KDX浜松町ビル6階